# Dworzec kolejki wąskotorowej w Otwocku
Dworzec kolejki wąskotorowej w Otwocku – zabytkowy budynek dworca z początku XX wieku w Otwocku, przy ul. Wawerskiej 9. Stanowi pozostałość po zlikwidowanej Jabłonowskiej Kolei Wąskotorowej.